# BK Häcken
El BK Häcken o Bollklubben Häcken és un club de futbol suec de la ciutat de Göteborg.
Va ser fundat el 2 d'agost de 1940. El club va debutar a la màxima divisió sueca l'any 1983, on, fins a l'any 2024, ha jugat 24 temporades. És afiliat a l'Associació de Futbol de Göteborg. L'any 2022 guanyà la lliga sueca per primer cop. A més, el 11 de maig de 2023, guanyà la copa per tercer cop en derrotar el Mjällby AIF 4–1 a la final.

## Palmarès

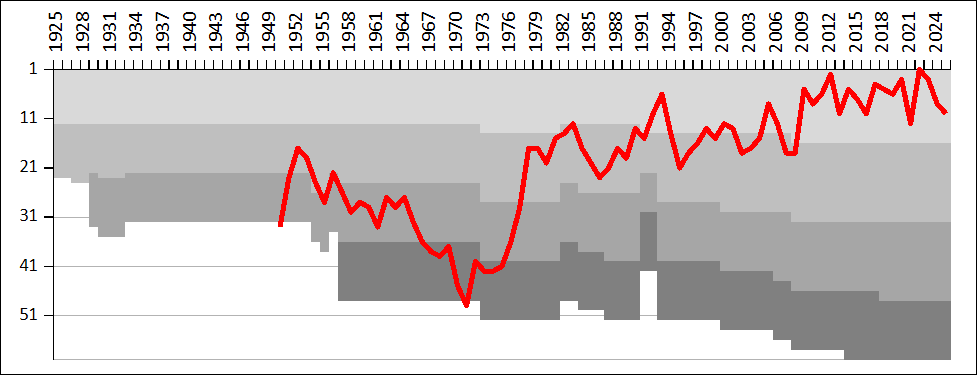
Gràfic mostrant el progrés del BK Häcken a les competicions sueques.

- Allsvenskan:
  - 2022
- Superettan:
  - 2004
- Division 1 Södra:
  - 1990, 1999
- Division 1 Västra:
  - 1992
- Svenska Cupen
  - 2015–16, 2018–19, 2022–23